# Étienne Balibar
Étienne Balibar (Avallon, Yonne, Borgoña, 23 de abril de 1942) es un filósofo marxista francés. En 1960, se licenció en la Escuela Normal Superior de París, donde fue alumno de Louis Althusser. Luego del fallecimiento de este último, se convirtió rápidamente en el máximo exponente de la Filosofía marxista francesa. Está casado con la física Françoise Balibar y es padre de la actriz Jeanne Balibar.

## Vida
Junto a Althusser, coescribió el clásico Para leer El Capital. Ejerció como profesor asistente en la Universidad de Argel entre 1965 y 1967, año en el que regresa a Francia para dar clases primero en el Instituto de Savigny-sur-Orge y luego en la Universidad París I, hasta 1994. En 1981, creó con Dominique Lecourt la colección "Prácticas teóricas" en la editorial Presses universitaires de France, de la que sería su director hasta 2004.
Fue profesor en la Universidad de París X Nanterre hasta 2002, donde enseñaba política y moral, y actualmente es profesor de francés, inglés y literatura comparada en la Universidad de California. Es también profesor de su departamento de Antropología. 
Es miembro del comité de apoyo del Tribunal Russell para Palestina, cuyos trabajos se iniciaron el 4 de marzo de 2009.
Militante del Partido Comunista durante dos décadas (1961-1981), Étienne Balibar se ha dedicado en los últimos años a vincular las problemáticas de la nacionalidad, las migraciones y la crisis de la soberanía estatal. A esta línea de trabajo pertenecen los libros: Sanspapiers: el arcaísmo fatal, sobre los migrantes senegaleses y malasios sin papeles organizados en Francia; Derecho de ciudad, y el más conocido Raza, nación, clase. Las identidades ambiguas, coescrito con Immanuel Wallerstein.

## Obra
Castellano
- Louis Althusser y Étienne Balibar. (1965) 2010. Para leer El Capital. siglo XXI. ISBN 978-968-23-0319-7.

- Immanuel Wallerstein y Étienne Balibar. 1991. Raza, nación y clase. Madrid. IEPALA, D.L. ISBN 84-85436-83-0.

- Nombres y lugares de la Verdad. Buenos Aires, Nueva Visión Argentina, 1995. ISBN 9789506023256.

- La filosofía de Marx. Buenos Aires, Nueva Visión Argentina, 2000. ISBN 9789506024000.

- Nosotros, ¿ciudadanos de Europa?: las fronteras, el estado, el pueblo. Madrid, Tecnos, 2003. ISBN 84-309-3978-4.

- Derecho de ciudad:Cultura y política en la Democracia. Buenos Aires, Nueva Visión Argentina, 2004. ISBN 9789506024765.

- Escritos por Althusser. Buenos Aires, Nueva Visión Argentina, 2005. ISBN 9789506024758.

- Violencias, identidades y civilidad. Barcelona, Gedisa Editorial, 2005. ISBN 84-9784-063-1

- Spinoza y la política. Argentina.Editorial Prometeo, 2011. ISBN 9789875744721

- Ciudadanía, Buenos Aires, Adriana Hidalgo Editora, 2013. Traducción: Rodrigo Molina-Zavalía. ISBN 978-987-1923-24-3

- Ciudadano sujeto.Vol.1:El sujeto ciudadano. Argentina.Editorial Prometeo, 2013. ISBN 9789875745872

- Ciudadano sujeto.Vol.2:Ensayos de Antropología filosófica. Argentina.Editorial Prometeo, 2014. ISBN 9789875746510

- Sobre la dictadura del proletariado (2ª Edición). España, siglo XXI, 2015. ISBN 9788432317323

- La Igualibertad. Editorial Heder, 2017. ISBN 9788425437342.
- "Nota sobre la teoría del discurso" Archivado el 21 de junio de 2020 en Wayback Machine. en Décalages. An Althusser Studies Journal, Vol. 2 [2016], Iss. 1, Art. 20